# Armando Menocal
Pour les articles homonymes, voir Menocal.
Armando García Menocal, né à La Havane le 8 juillet 1863 et mort dans la même ville le 28 septembre 1942, est un peintre cubain.
Plusieurs de ses œuvres, dont Embarque de Colón por Bobadilla (1893) et Retrato de Lily Hidalgo (1893), se trouvent au Musée national des beaux-arts de Cuba.
Il a contribué à la revue Bohemia.